# Ellen Zwilich
Ellen Taaffe Zwilich, née le 30 avril 1939 à Miami, en Floride, est une compositrice américaine, et la première femme à gagner le prix Pulitzer de musique.

## Biographie
Zwilich commence ses études comme violoniste (Bachelor de musique en 1960 à l'université d'État de Floride). Elle va ensuite à New York pour être intégrée dans l'American Symphony Orchestra, conduit par Leopold Stokowski. En 1975, elle entre à la Juilliard, devenant la première femme à avoir un doctorat de composition. Ses professeurs sont notamment John Boda, Elliott Carter, et Roger Sessions. Elle commence à devenir connue quand Pierre Boulez programme son Symposium for Orchestra avec le Juilliard Symphony Orchestra en 1975
Durant cette période, certaines de ses œuvres sont écrites à l'intention de son mari, le violoniste Joseph Zwilich. Il meurt en 1979, après quoi Ellen Zwilich recentre ses efforts de composition sur "une communication plus directe avec les interprètes et les auditeurs", adoucissant quelque peu son style cassant et irrégulier.
Ses Trois mouvements pour orchestre (Symphonie no 1) sont créés par l'American Symphony Orchestra en 1982, et remportent le Prix Pulitzer de musique de 1983, après quoi sa popularité et les revenus des commissions lui permettent de se consacrer à la composition à plein temps[Selon qui ?].
En plus de ses pièces orchestrales comme Symbolon (1988), Symphony no.2 (Cello Symphony) (1985), et Symphony no.3 (1992), toutes commandées par le New York Philharmonic, elle a écrit un certain nombre de petits concertos pour des instruments relativement peu communs. Cela inclut des œuvres pour trombone (1988), trombone basse (1989), flûte (1989), hautbois (1990), basson (1992), cor (1993), trompette (1994) et clarinette (2002). Elle a aussi écrit un petit nombre de pièces chorales et de cycles de mélodies. En 2017, elle inclut le Djembé dans Ubuntu for bass voice, djembe, and piano.

## Œuvres majeures

### Symphonies
- Symphonie no 1 "Three Movements for Orchestra" (1982, Prix Pulitzer de musique en 1983)
- Symphonie no 2 "Cello Symphony" (1985)
- Symphonie pour vents (1989)
- Symphonie no 3 (1992)
- Symphonie no 4 "The Gardens" pour chœur, chœur d'enfants et orchestre (1999, commandé par l'université du Michigan)
- Symphony No. 5 "Concerto for Orchestra"[4] (2008, commandé par la Juilliard School ; créé le 27 octobre 2008, à Carnegie Hall, par le Juilliard Orchestra dirigé par James Conlon)

### Autres œuvres symphoniques
- Symposium (1973)
- Passages (1982)
- Prologue and Variations, pour orchestre à cordes (1983)
- Tanzspiel, ballet en quatre scènes (1983)
- Celebration pour orchestre (ouverture) (1984)
- Concerto Grosso 1985 (en commémoration du 300e anniversaire de la naissance de Georg Friedrich Haendel)
- Symbolon (1988)
- Ceremonies for Concert Band (1988)
- Fantasy pour orchestre (1993)
- Jubilation Overture (1996)
- Upbeat! (1998)
- Openings (2001)

### Œuvres concertantes
- Concerto pour piano (no 1) (1986)
- Images (Suite en cinq mouvements) pour deux pianos et orchestre (1986)
- Concerto pour trombone et orchestre (1988)
- Concerto pour trombone basse, cordes, timbales et cymbales (1989)
- Concerto pour flûte (1989)
- Concerto pour hautbois (1990)
- (Double) Concerto pour violon, violoncelle et orchestre (1991)
- Concerto pour basson (1992)
- Concerto pour cor et orchestre à cordes (1993)
- Romance pour violon et orchestre de chambre (ou pour violon et piano) (1993)
- American Concerto pour trompette et orchestre (1994)
- Triple concerto pour piano, violon, violoncelle et orchestre (1995)
- Peanuts® Gallery, Six pièces pour piano et orchestre de chambre (1996)
- Concerto pour violon (no 1) (1997)
- Millennium Fantasy (Concerto no 2 en deux mouvements) pour piano et orchestre (2000)[4]
- Partita (Concerto no 2) pour violon et orchestre à cordes (2000)
- Concerto pour clarinette (2002)
- Rituals pour cinq percussions et orchestre (2003) (Invocation ; Ambulation ; Remembrances ; Contests)
- Shadows, (Concerto pour piano no 3) pour piano et orchestra (2011)
- Commedia dell’Arte (Concerto pour violon no 3) pour violon orchestre à cordes (2012)
- Concerto pour violoncelle et orchestre (2020)[4]

### Musique de chambre
- Sonate pour violon en trois mouvements (1973-74)
- Quatuor à cordes no 1 (1974)
- Quintette pour clarinette (1977)
- Chamber Symphony, pour flûte, clarinette, violon, alto, violoncelle et piano (1979)
- Passages (1981)
- Trio à cordes, pour violon, alto et violoncelle (1982)
- Divertimento pour flûte, clarinette, violon et violoncelle (1983)
- Intrada (1983)
- Concerto pour trompette et cinq instruments (flûte, clarinette, percussion, contrebasse et piano) (1984)
- Double Quatuor, pour cordes (1984)
- Trio pour piano, violon et violoncelle (1987)
- Quintette pour clarinette et quatuor à cordes (1990)
- Romance pour violon et piano (ou pour violon et orchestre de chambre) (1993)
- Quatuor à cordes no 2 (1998)
- Lament pour violoncelle et piano (2000)
- Épisodes, pour violon et piano (2003)
- Quatuor pour hautbois et cordes (2004)[4]
- Quintet pour saxophone alto et quatuor à cordes (2007)
- Épisodes pour saxophone soprano et piano (2007)
- Septuor pour trio pour piano et quatuor à cordes (2008)
- Quintette pour violon, alto, violoncelle, contrebasse, et piano (2010)
- Voyage pour  quatuor à cordes (quatuor à cordes no 3) (2012)
- Concerto Elegia pour flûte et cordes (2015)[4]